# Bernard Souviraa
Bernard Souviraa, né en 1964 à Bordeaux,, est un écrivain français et professeur agrégé de lettres modernes au lycée Buffon.